# Zingiber officinale

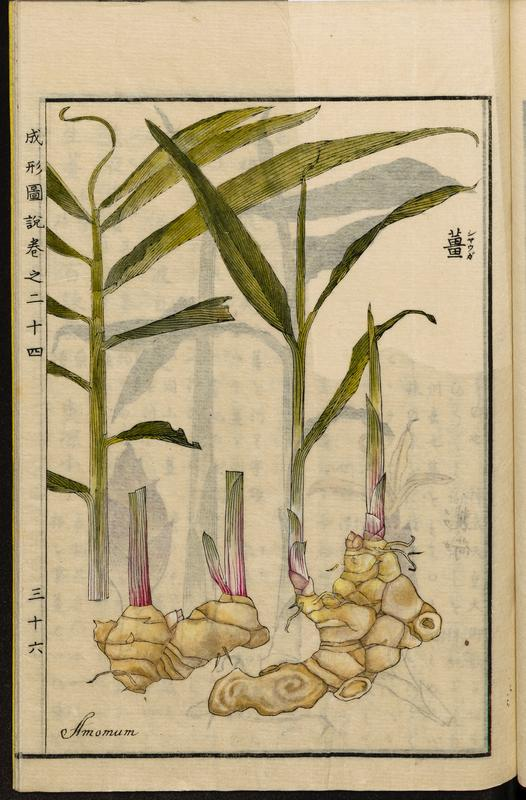
Illustratie afkomstig uit de Japanse landbouw-encyclopedie Seikei Zusetsu (1804)

Zingiber officinale is een bloemplant uit de familie Zingiberaceae. De wortelstok wordt gebruikt om er gember van te maken, dat culinair veel gebruikt wordt.

## Beschrijving
De plant wordt 0,6 tot maximaal 1,2 meter hoog en heeft smalle bladeren (circa 2 cm breed en 18 cm lang). De stengels ontspruiten elk jaar uit de knoppen van de wortelstok. De bloeiwijze is aarvormig, waarbij de aren circa 8 cm lang zijn. De bloemen zijn bleekgeel met een purperachtig gekleurde lip met roomkleurige stippen en streepjes. Gecultiveerde planten zijn meestal steriel en bloeien niet.
De ondergrondse wortel lijkt soms wel wat op een opgezwollen hand en heeft een kurkachtige schil.
Smaakgevende stoffen in de plant zijn gingerol, gingeridione en shogaol.

## Cultuur
Om gember te kweken is een warme, beschaduwde standplaats nodig, met voedselrijke grond. De plant heeft veel nutriënten nodig. Gember wordt in bijna elk tropisch of subtropisch land gekweekt, indien er landbouwgrond beschikbaar is.
De plant wordt geoogst als in de herfst de bladeren zijn afgestorven. De wortelstokken worden opgegraven en worden gedroogd in de schaduw. Jongere wortels worden geoogst om vers te gebruiken of in te leggen. Oudere wortelstokken worden gemalen om gemberpoeder te verkrijgen. Gemberplanten worden vermeerderd door ze te scheuren.
Er bestaan verschillende cultivars, waarbij onder andere de wortelstok in kleur varieert.
De oorspronkelijke groeiplaats van gember is niet bekend. Sommige bronnen stellen dat gember van oorsprong voorkomt in het zuiden van China, anderen noemen India. Gember werd verspreid naar onder andere de Molukken, andere delen van Azië, Ethiopië en uiteindelijk ook naar West Afrika. Volgens sommige bronnen zou het een van de eerste oosterse planten zijn die naar Europa is gekomen. Gember werd door de Spanjaarden geïntroduceerd in Amerika. Francisco de Mendosa nam de plant mee uit Oost-Indië. In 1547 werd gember al vanuit Spaans Zuid-Amerika geëxporteerd. In de jaren 90 van de twintigste eeuw importeerde de VS meer dan 4000 ton gemberwortel per jaar.
Momenteel vindt de grootste productie plaats in Fiji, India, Jamaica, Nigeria, Sierra Leone en China.

## Geschiedenis
Gemberwortel werd al in de eerste eeuw na chr. geëxporteerd naar Europa voor de lucratieve specerijenhandel. De route liep via India. Gember werd al veel gebruikt door de Romeinen. Dit is bekend uit schriftelijke bronnen waarin Romeinse belasting werd vastgelegd voor importen via de Rode Zee naar Alexandrië. Bewijzen bestaan van import te Marseille in 1228 en Parijs in 1296.

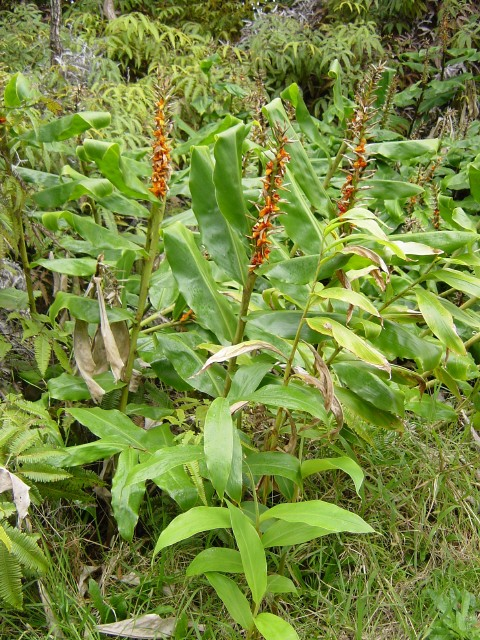
Gemberplant

## Etymologie
De botanische naam Zingiber is afgeleid van het Sanskriet shringavera, hetgeen betekent "gevormd als een hertengewei".

## Gebruik
De verse of gedroogde wortel van de plant wordt gember genoemd en wordt gebruikt als specerij en als kruidengeneesmiddel. Gekonfijte gember wordt ook wel omhuld met suiker en als direct gegeten. Ook wordt de wortel gemalen, als gemberpoeder gebruikt. De verse wortel wordt onder andere gebruikt in thee en in vele Aziatische gerechten.

## Gerelateerde culinair gebruikte planten
Andere leden van de gemberfamilie waarvan de wortels in de keuken gebruikt worden zijn Curcuma longa, waaruit curcuma wordt gewonnen, Elettaria cardamomum dat kardemom levert en Kaempferia galanga, waaruit kentjoer wordt gemaakt.